# 下馬駅
下馬駅（げばえき）は、宮城県多賀城市下馬2丁目にある、東日本旅客鉄道（JR東日本）仙石線の駅である。
ホームの中間地点に多賀城市と塩竈市の境界線が通っている。駅事務所は多賀城市側にある。

## 歴史
- 1932年（昭和7年）8月1日：宮城電気鉄道の駅として開業[3]。
- 1944年（昭和19年）5月1日：宮城電気鉄道の国有化により[3]、運輸通信省の駅となる。
- 1970年（昭和45年）9月1日：自動券売機を設置[4]。
- 1976年（昭和51年）4月20日：跨線橋が完成し、構内踏切が廃止される。
- 1987年（昭和62年）4月1日：国鉄分割民営化により、東日本旅客鉄道（JR東日本）の駅となる[3]。
- 1989年（平成元年）3月：駅舎をメルヘン調にリニューアル[5]。
- 2003年（平成15年）
  - 1月30日：自動改札を導入。
  - 10月26日：ICカード「Suica」の利用が可能となる[6]。
- 2012年（平成24年）4月1日：直営駅（多賀城駅所属下馬駅在勤）から業務委託駅（東北総合サービス）となる。
- 2024年（令和6年）10月1日：えきねっとQチケのサービスを開始[1][7]。

## 駅構造
相対式ホーム2面2線を有する地上駅である。互いのホームは跨線橋で連絡している。バリアフリー化が比較的早く進められ、跨線橋にエレベーターが設置されている。
多賀城駅が管理し、JR東日本東北総合サービスが受託する業務委託駅である。お客さまサポートコールシステムが導入されており、一部の時間帯はインターホンによる案内となる。自動券売機と自動改札機（Suica、えきねっとQチケ対応）が設置されている。

### のりば
| 番線 | 路線    | 方向 | 行先                       |
| ---- | ------- | ---- | -------------------------- |
| 1    | ■仙石線 | 上り | 仙台・あおば通方面         |
| 2    | ■仙石線 | 下り | 本塩釜・松島海岸・石巻方面 |

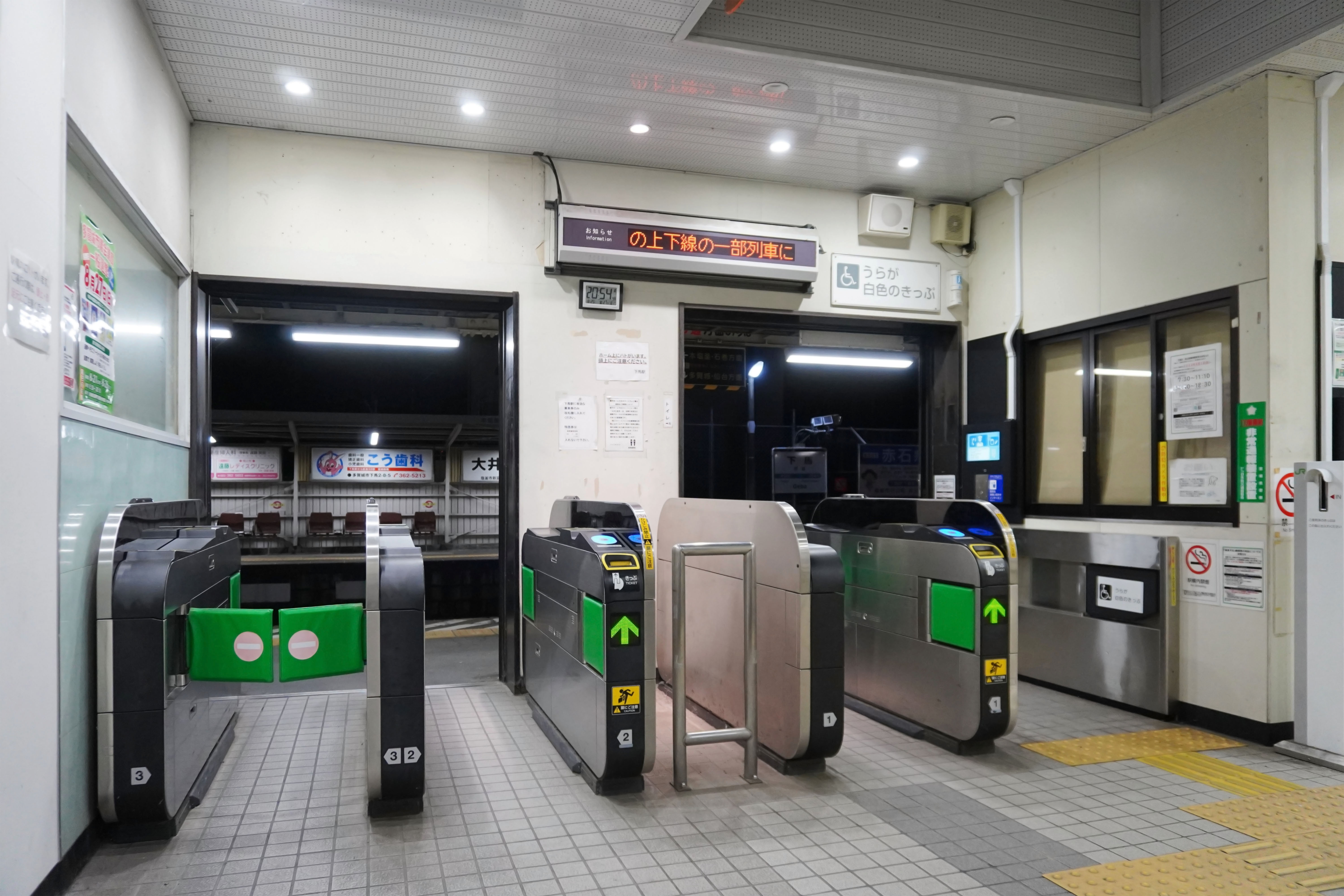
改札口（2023年8月）
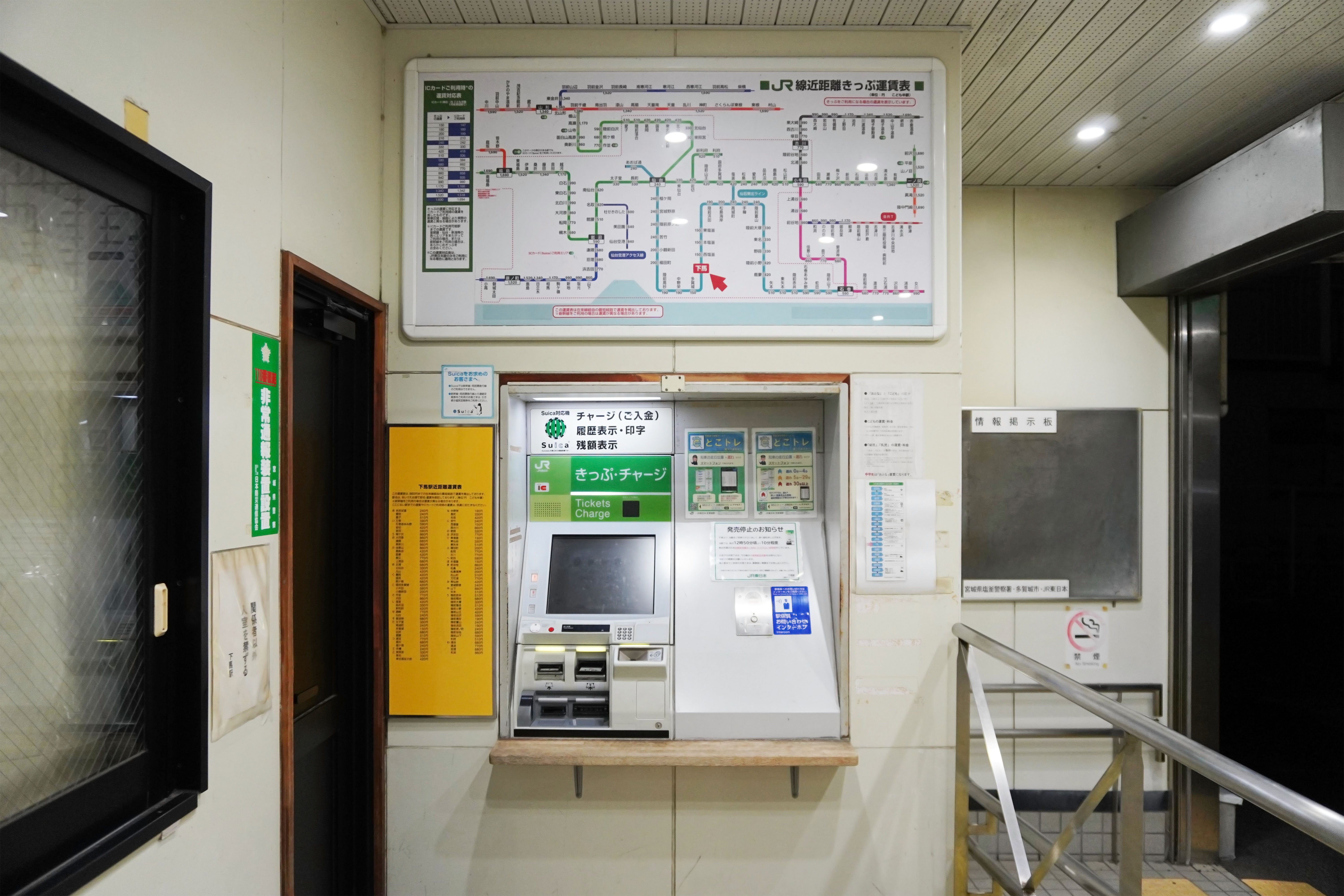
自動券売機（2023年8月）
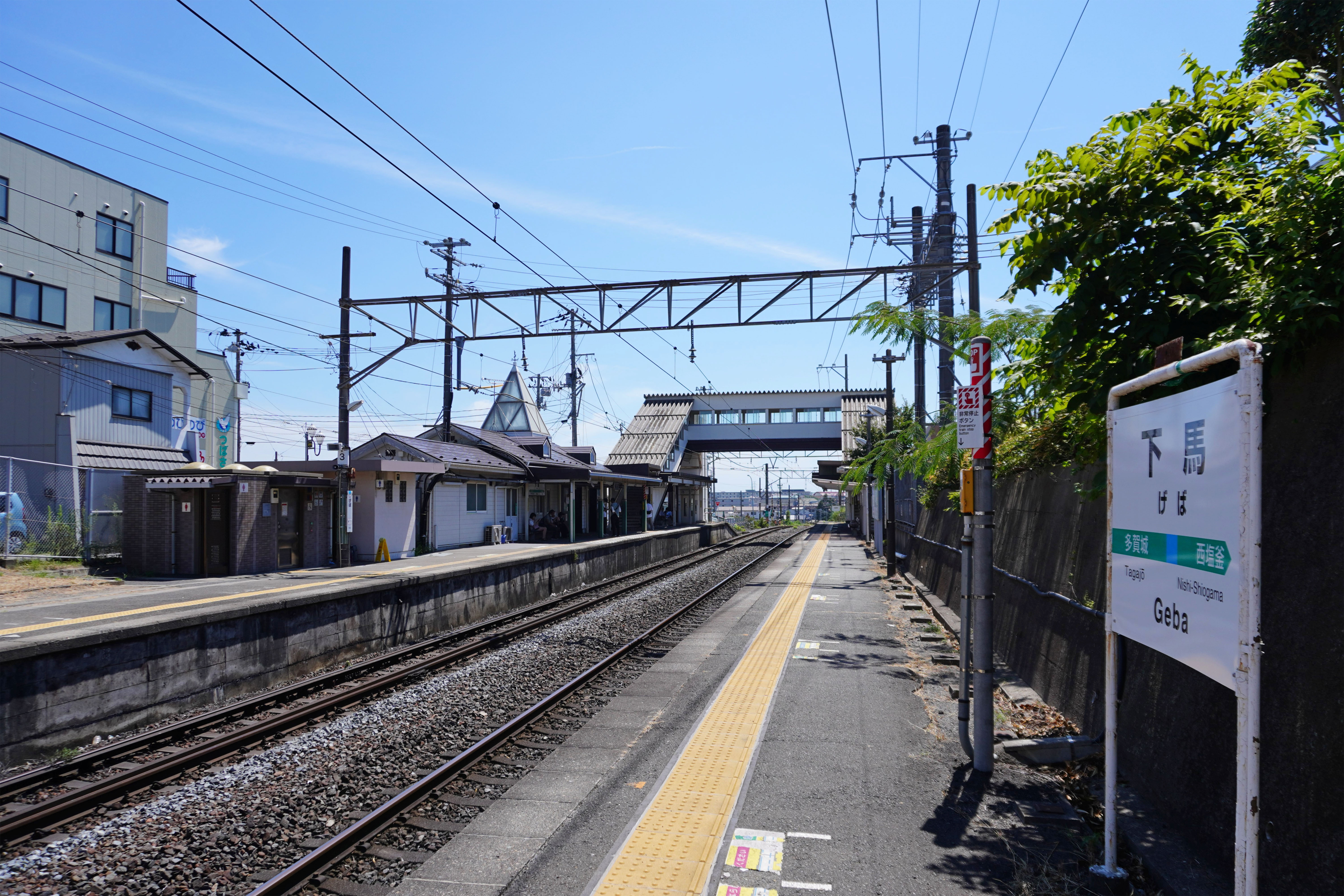
ホーム（2023年8月）

## 利用状況
2023年度（令和5年度）の1日平均乗車人員は3,293人である。
2000年度（平成12年度）以降の推移は以下のとおりである。なお、2011年度（平成23年度）は東日本大震災の影響により、公表されていない。
| 1日平均乗車人員推移 | 1日平均乗車人員推移 | 1日平均乗車人員推移 | 1日平均乗車人員推移 | 1日平均乗車人員推移    |
| 年度                | 定期外              | 定期                | 合計                | 出典                   |
| ------------------- | ------------------- | ------------------- | ------------------- | ---------------------- |
| 2000年（平成12年）  | 1,023               | 2,634               | 3,657               | [ JR 2 ] [ 多賀城 2 ]  |
| 2001年（平成13年）  | 985                 | 2,582               | 3,567               | [ JR 3 ] [ 多賀城 2 ]  |
| 2002年（平成14年）  | 927                 | 2,510               | 3,436               | [ JR 4 ] [ 多賀城 2 ]  |
| 2003年（平成15年）  | 917                 | 2,567               | 3,483               | [ JR 5 ] [ 多賀城 2 ]  |
| 2004年（平成16年）  | 914                 | 2,589               | 3,503               | [ JR 6 ] [ 多賀城 2 ]  |
| 2005年（平成17年）  |                     |                     | 3,547               | [ JR 7 ] [ 多賀城 2 ]  |
| 2006年（平成18年）  |                     |                     | 3,529               | [ JR 8 ] [ 多賀城 2 ]  |
| 2007年（平成19年）  |                     |                     | 3,560               | [ JR 9 ] [ 多賀城 2 ]  |
| 2008年（平成20年）  |                     |                     | 3,580               | [ JR 10 ] [ 多賀城 2 ] |
| 2009年（平成21年）  |                     |                     | 3,493               | [ JR 11 ] [ 多賀城 2 ] |
| 2010年（平成22年）  |                     |                     | 3,364               | [ JR 12 ] [ 多賀城 2 ] |
| 2011年（平成23年）  | 非公表              | 非公表              | 非公表              | [ 多賀城 1 ]           |
| 2012年（平成24年）  | 848                 | 2,691               | 3,540               | [ JR 13 ] [ 多賀城 1 ] |
| 2013年（平成25年）  | 865                 | 2,760               | 3,626               | [ JR 14 ] [ 多賀城 1 ] |
| 2014年（平成26年）  | 866                 | 2,774               | 3,641               | [ JR 15 ] [ 多賀城 1 ] |
| 2015年（平成27年）  | 879                 | 2,910               | 3,790               | [ JR 16 ] [ 多賀城 1 ] |
| 2016年（平成28年）  | 877                 | 2,913               | 3,791               | [ JR 17 ] [ 多賀城 1 ] |
| 2017年（平成29年）  | 863                 | 2,940               | 3,803               | [ JR 18 ] [ 多賀城 1 ] |
| 2018年（平成30年）  | 848                 | 2,914               | 3,762               | [ JR 19 ] [ 多賀城 3 ] |
| 2019年（令和元年）  | 820                 | 2,952               | 3,773               | [ JR 20 ] [ 多賀城 3 ] |
| 2020年（令和02年）  | 527                 | 2,520               | 3,047               | [ JR 21 ] [ 多賀城 3 ] |
| 2021年（令和03年）  | 565                 | 2,519               | 3,085               | [ JR 22 ] [ 多賀城 3 ] |
| 2022年（令和04年）  | 613                 | 2,556               | 3,170               | [ JR 23 ] [ 多賀城 3 ] |
| 2023年（令和05年）  | 664                 | 2,628               | 3,293               | [ JR 1 ]               |

## 駅周辺
- JR東北本線 塩釜駅
- 国道45号
- 下馬郵便局
- 塩釜花立郵便局
- 坂総合病院
- 宮城県多賀城高等学校（最寄り駅）
- 赤石病院
- 支那そば 高橋商店（ラーメンの鬼佐野実創業「志那そばや」ののれん分け「志那そばや 石巻」の2号店[9]）

## 隣の駅
東日本旅客鉄道（JR東日本）
■仙石線
多賀城駅 - 下馬駅 - 西塩釜駅

### 記事本文
1. 1 2 3 4 5 6  “駅の情報（下馬駅）：JR東日本”.   東日本旅客鉄道. 2024年8月27日時点のオリジナルよりアーカイブ。2024年10月4日閲覧。
2. 1 2  『週刊 JR全駅・全車両基地』 13号 仙台駅・船岡駅・松島海岸駅ほか70駅、朝日新聞出版〈週刊朝日百科〉、2012年11月4日、26頁。
3. 1 2 3 4  石野哲 編『停車場変遷大事典 国鉄・JR編 II』（初版）JTB、1998年10月1日、476頁。ISBN 978-4-533-02980-6。
4. ↑  「仙石線営業体制近代化 順調に移行」『交通新聞』交通協力会、1970年9月5日、1面。
5. ↑  「車窓」『交通新聞』交通新聞社、1989年3月14日、2面。
6. ↑  『2003年10月26日（日）仙台エリアSuica（スイカ）デビュー!』（PDF）（プレスリリース）東日本旅客鉄道、2003年8月21日。オリジナルの2020年5月26日時点におけるアーカイブ。2020年5月26日閲覧。
7. ↑  『Suicaエリア外もチケットレスで! 東北エリアから「えきねっとQチケ」がはじまります』（PDF）（プレスリリース）東日本旅客鉄道、2024年7月11日。オリジナルの2024年7月11日時点におけるアーカイブ。2024年8月11日閲覧。
8. 1 2  “JR東日本：駅構内図・バリアフリー情報（下馬駅）”.   東日本旅客鉄道. 2024年10月4日閲覧。
9. ↑  【仙台ラーメン】「志那そば 高橋商店」＠多賀城市下馬(イケ麺チャージ!)20220810OA 2022年10月12日 東日本放送閲覧。

### 利用状況
JR東日本
1. 1 2  “各駅の乗車人員（2023年度）”.   東日本旅客鉄道. 2024年7月23日閲覧。
2. ↑  “各駅の乗車人員（2000年度）”.   東日本旅客鉄道. 2020年8月16日閲覧。
3. ↑  “各駅の乗車人員（2001年度）”.   東日本旅客鉄道. 2020年8月16日閲覧。
4. ↑  “各駅の乗車人員（2002年度）”.   東日本旅客鉄道. 2020年8月16日閲覧。
5. ↑  “各駅の乗車人員（2003年度）”.   東日本旅客鉄道. 2020年8月16日閲覧。
6. ↑  “各駅の乗車人員（2004年度）”.   東日本旅客鉄道. 2020年8月16日閲覧。
7. ↑  “各駅の乗車人員（2005年度）”.   東日本旅客鉄道. 2020年8月16日閲覧。
8. ↑  “各駅の乗車人員（2006年度）”.   東日本旅客鉄道. 2020年8月16日閲覧。
9. ↑  “各駅の乗車人員（2007年度）”.   東日本旅客鉄道. 2020年8月16日閲覧。
10. ↑  “各駅の乗車人員（2008年度）”.   東日本旅客鉄道. 2020年8月16日閲覧。
11. ↑  “各駅の乗車人員（2009年度）”.   東日本旅客鉄道. 2020年8月16日閲覧。
12. ↑  “各駅の乗車人員（2010年度）”.   東日本旅客鉄道. 2020年8月16日閲覧。
13. ↑  “各駅の乗車人員（2012年度）”.   東日本旅客鉄道. 2020年8月16日閲覧。
14. ↑  “各駅の乗車人員（2013年度）”.   東日本旅客鉄道. 2020年8月16日閲覧。
15. ↑  “各駅の乗車人員（2014年度）”.   東日本旅客鉄道. 2020年8月16日閲覧。
16. ↑  “各駅の乗車人員（2015年度）”.   東日本旅客鉄道. 2020年8月16日閲覧。
17. ↑  “各駅の乗車人員（2016年度）”.   東日本旅客鉄道. 2020年8月16日閲覧。
18. ↑  “各駅の乗車人員（2017年度）”.   東日本旅客鉄道. 2020年8月16日閲覧。
19. ↑  “各駅の乗車人員（2018年度）”.   東日本旅客鉄道. 2019年7月18日閲覧。
20. ↑  “各駅の乗車人員（2019年度）”.   東日本旅客鉄道. 2020年7月12日閲覧。
21. ↑  “各駅の乗車人員（2020年度）”.   東日本旅客鉄道. 2021年7月26日閲覧。
22. ↑  “各駅の乗車人員（2021年度）”.   東日本旅客鉄道. 2022年8月10日閲覧。
23. ↑  “各駅の乗車人員（2022年度）”.   東日本旅客鉄道. 2023年7月13日閲覧。

多賀城市統計書
1. 1 2 3 4 5 6 7 8  “10.運輸・通信” (PDF). 平成29年度版統計書.   多賀城市 (2017年). 2019年2月7日時点のオリジナルよりアーカイブ。2019年2月7日閲覧。
2. 1 2 3 4 5 6 7 8 9 10 11  “10.運輸・通信” (PDF). 平成22年度版統計書.   多賀城市 (2010年). 2019年2月7日時点のオリジナルよりアーカイブ。2019年2月7日閲覧。
3. 1 2 3 4 5  “10.運輸・通信” (PDF). 令和4年度版統計書.   多賀城市 (2022年). 2024年9月26日時点のオリジナルよりアーカイブ。2024年10月4日閲覧。